# Barriada de Llera

## Barriada de Llera
La Barriada de Llera es un barrio al sur de Badajoz situado entre la carretera de Olivenza  EX-107  y la urbanización de Las Vaguadas.
El barrio cuenta con tiendas de comestibles, bares, parques y servicios como un centro de día.
El nombre de la barriada proviene del antiguo propietario de la finca, Manolo Llera.
A 1 de enero de 2024, cuenta con una población de 2900 habitantes.
No confundir con Llera, pueblo de Badajoz.